# Male Dole pri Temenici
Male Dole pri Temenici so naselje v Občini Ivančna Gorica.